# Alicia Gómez Montano
Alicia Gómez Montano (Madrid, 5 de febrero de 1955-Ibidem., 18 de enero de 2020) fue una periodista y profesora universitaria española.

## Trayectoria
Fue doctora en Ciencias de la Información por la Facultad de Ciencias de la Información (Universidad Complutense de Madrid) y profesora de periodismo televisivo en diversos másteres.
Inició su carrera profesional en la radio. Trabajó en Radio Madrid en 1978 y en Radio Nacional entre 1980 y 1982. Fue jefa de Informativos en el Centro Territorial de Televisión Española en Navarra hasta diciembre de 1988, momento en el que volvió a Madrid y desde el 14 de diciembre del mismo año y durante unos meses, fue adjunta al jefe del área de Nacional de los Servicios Informativos de TVE. Después ejerció como editora adjunta del Telediario 2 y de  febrero de 1990 a junio de 1996, fue jefa del área de Nacional de los Servicios Informativos de TVE. Durante ese periodo estuvo especialmente en contacto con la información diaria sobre el terrorismo en España y años después en Informe semanal realizó el programa sobre el alto el fuego definitivo de ETA .  
Tras ser cesada, pidió el traslado al programa Testigo directo presentado por Ramón Pellicer, pero al no ser un informativo y ser difícil de hacer el cambio de departamento  de Informativos, al que pertenecía,  al área de Programas, le ofrecieron la subdirección de Informe semanal y aceptó, siendo subdirectora del mismo entre el 1 de julio de 1996 y mayo de 2004, momento en que asumió la dirección del espacio. Asumió esa responsabilidad de mayo de 2004 al 25 de agosto de 2012. Además entre mayo y  septiembre de 2004 y durante períodos vacacionales, también lo presentó. 
Entre mayo de 2004 y agosto de 2012 fue subdirectora de los Servicios Informativos de TVE y posteriormente directora de Informativos No Diarios de TVE.
En febrero de 2004 formó parte del primer Consejo de Informativos de TVE elegido de manera provisional con el mandato de un año. Después trabajó como reportera de En portada, de septiembre de 2012 a enero de 2020.. 
En 2012 se publicó el libro Por una mirada ética. Conversaciones con Alicia Gómez Montano, en el que la periodista relataba su trayectoria profesional desde sus inicios en Radio Nacional de España hasta su labor como directora en Informe semanal. 
En noviembre de 2017 fue elegida vicepresidenta de la sección española Reporteros Sin Fronteras sustituyendo a Alfonso Armada que asumió la presidencia de la organización.
En diciembre de 2018 fue puntuada en el primer puesto entre las veinte personas candidatas a presidir RTVE, tras la presentación de 95 candidaturas aceptadas.
Entre 2018 y 2020 fue Editora de Igualdad en los informativos de TVE junto a  Paloma Zamorano. Su relevo fue Carolina Pecharromán. 
Apasionada del cine, fue amiga personal de Pedro Almodóvar, al que conoció como periodista en su etapa de Informativos en Navarra 1988-90, y a partir de ahí, lo entrevistó muchas veces en TVE y en otras publicaciones.  
Fue docente entre otras, en la  Complutense, la Universidad Rey Juan Carlos, la Universidad Carlos III y la Universidad Camilo José Cela.
Uno de sus últimos trabajos, Más de 1000 mujeres asesinadas, obtuvo a título póstumo, el Premio Inte4rnacional Rey de España de Periodismo Digital 2020. 
Falleció en 2020 a consecuencia de un cáncer, en el Hospital de Sanchinarro (Madrid).
En mayo de 2024, se creó el Fondo de Formación de Posgrado Alicia Gómez Montano para periodistas exiliados y perseguidos, auspiciado por Reporteros Sin Fronteras-España e Informe Semanal.  Se eligió su nombre como homenaje a quien fuera vicepresidenta de esa ONG,  directora de ese programa y una profesora universitaria que daba gran importancia a la formación. 

## Premios y reconocimientos
- 1998, medalla de plata del Festival de Nueva York por su reportaje La vuelta de los voluntarios de la libertad, emitido en Informe semanal emitido en 1996.
- 2006, Primer Premio de Investigación sobre Comunicación Audiovisual del Consejo del Audiovisual de Cataluña (CAC) con un trabajo sobre el pluralismo en RTVE.
- 2009, Premio del Gobierno Vasco,l  "por su labor en la difusión de la imagen de Euskadi a través de su cobertura periodística".. [24]
- 2009, Premio de la Asociación de Mujeres Empresarias.
- 2011, Premio a la Mejor Directora de Programas concedido por la Academia de las Ciencias y las Artes de Televisión de España.
- 2020: Premio Internacional Rey de España de Periodismo Digital, por Mil mujeres asesinadas, proyecto multimedia interactivo del Lab de RTVE sobre las muertes a causa de la  violencia machista en España, uno de sus últimos trabajos, antes de morir. Galardón concedido por la Agencia EFE y la Agencia Española de Cooperación Internacional para el Desarrollo (Aecid).   [25]

## Publicaciones
- 2006, La manipulación en televisión. Editorial Espejo de Tinta.